# Chelostoma philadelphi
Chelostoma philadelphi är en biart som först beskrevs av Robertson 1891.  Chelostoma philadelphi ingår i släktet blomsovarbin, och familjen buksamlarbin. Inga underarter finns listade i Catalogue of Life.